# حارث المرابطين (حارث المورابطين)
حارث المرابطين هو دُوَّار يقع بجماعة تودغة السفلى، إقليم تنغير، جهة درعة تافيلالت في المملكة المغربية. ينتمي الدوّار لمشيخة حارث المورابطين التي تضم دوار واحد. يقدر عدد سكانه بـ 4269 نسمة حسب الإحصاء الرسمي للسكان والسكنى لسنة 2004.

## روابط خارجية
- البوابة الوطنية للجماعات الترابية نسخة محفوظة 12 مارس 2018 على موقع واي باك مشين.
- المندوبية السامية للتخطيط